# Hippolais
Hippolais är ett litet fågelsläkte som tillhör familjen rörsångare (Acrocephalidae) som tidigare placerades i familjen sångare (Sylviidae).

## Kännetecken
Samtliga släktets arter är små, diskret färgade fåglar. De är ofta framstående sångare och deras huvudföda är insekter. Utbredningsområdet sträcker sig från västra Asien till södra Europa och Nordafrika. De arter som häckar i tempererade områden är långflyttare och övervintrar vanligtvis vintern i Afrika söder om Sahara. Av släktets arter är det endast härmsångaren som häckar i Sverige. 

## Arter
- Härmsångare (Hippolais icterina)
- Polyglottsångare (Hippolais polyglotta)
- Orientsångare (Hippolais languida)
- Olivsångare (Hippolais olivetorum)

Tidigare fördes även arterna eksångare, macchiasångare, stäppsångare och saxaulsångare till Hippolais. De förs nu till släktet Iduna efter DNA-studier som visade att de inte är varandras närmaste släktingar. Exempelvis är härmsångaren närmare släkt med rörsångarna i Acrocephalus än med eksångaren.